# .mil
.mil este un domeniu de internet de nivel superior, pentru armata SUA (GTLD).